# Castle Rushen
Castle Rushen (Manx: Cashtal Rosien) ist eine mittelalterliche Höhenburg in Castletown auf der Isle of Man. Sie erhebt sich über dem Marktplatz im Südosten und den Hafen im Nordosten. Castle Rushen gehört zu den besten Beispielen mittelalterlicher Burgen auf den britischen Inseln. Noch heute ist sie als Gerichtsgebäude, Museum und Bildungszentrum in Gebrauch.

## Bau
Man weiß nicht genau, in welchem Jahrhundert die Burg erbaut wurde, aber man denkt, dass sie auf Zeit der Königreiche Ende des 12. und Anfang des 13. Jahrhunderts zu datieren ist. Der letzte dieser Könige, Magnús Óláfsson, soll laut Chronicle of Mann 1265 auf der Burg verstorben sein. Die ursprüngliche Burg bestand aus einem steinernen Turm oder Donjon in der Mitte. Die Stelle wurde auch befestigt, um die Einfahrt zum Fluss Silver Burn zu überwachen. Seit frühester Zeit wurde die Burg von aufeinander folgenden Herrschern von Man vom 13. bis zum 16. Jahrhundert kontinuierlich ausgebaut. Die Kalkmauern dominierten die umgebenen Landschaft und dienten den verschiedenen Herrschern von Man als Zeichen ihrer Macht. 1313 war der ursprüngliche Donjon durch Türme im West und Süden verstärkt worden. Im 14. Jahrhundert wurden ein Turm im Osten, Torhäuser und eine Kurtine hinzugefügt.

## Beschreibung

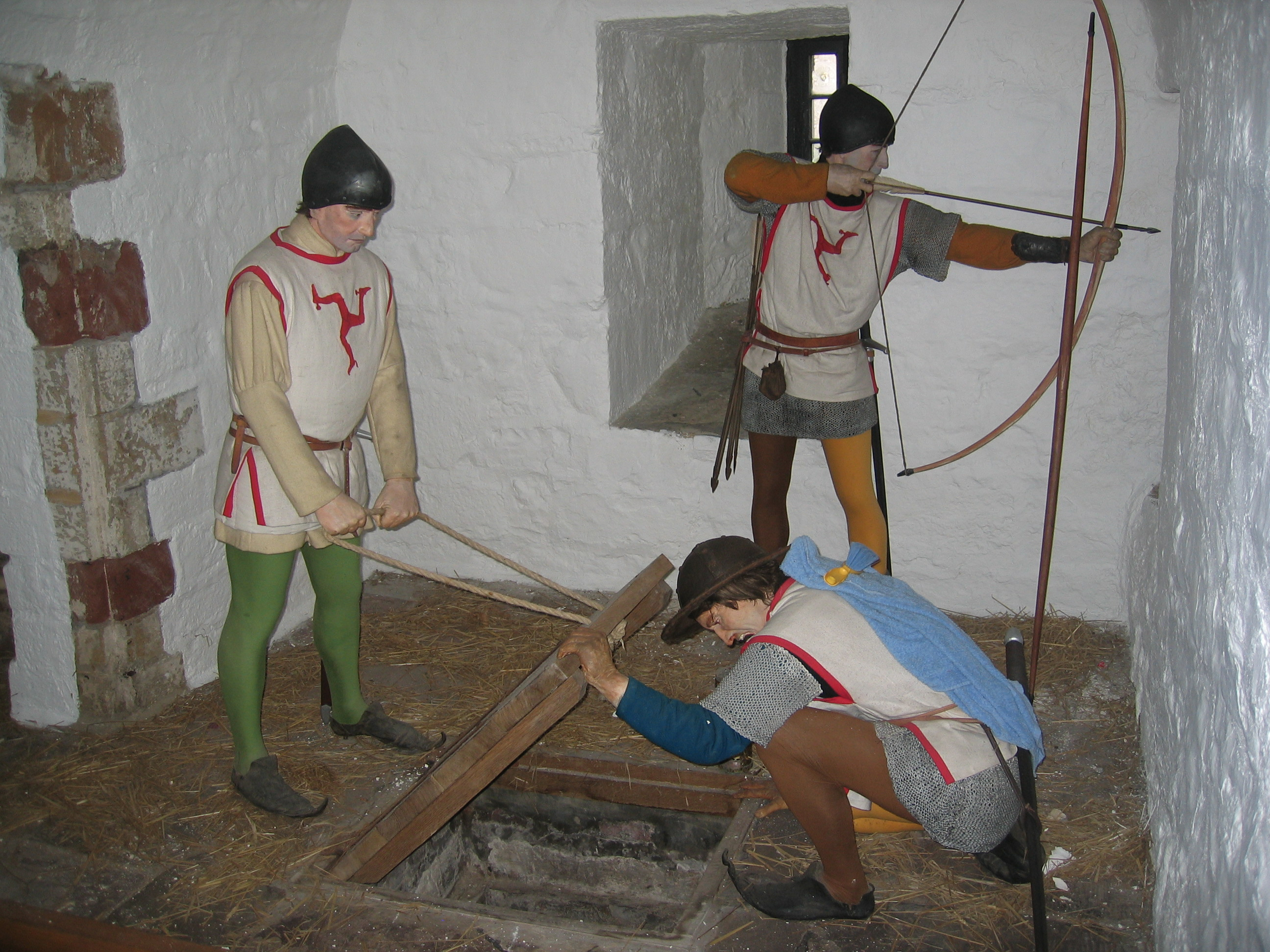
Der Fallgatterraum von Castle Rushen mit den sogenannten Mörderlöchern, durch die man den Feind angriff, der zwischen den beiden Fallgattern gefangen war.

Die erste Verteidigungslinie von Castle Rushen ist eine äußere Mauer, 7,6 Meter hoch und 2,1 Meter dick. An die Mauer angebaut sind fünf Türme, die in der Zeit nach der Nutzung der Burg als Verteidigungsbauwerk der Zivilverwaltung dienten. Der Donjon selbst hat Mauern, die an ihrer Basis 3,7 Meter und an ihrem Kopf 2,1 Meter dick sind. Vier Türme sitzen auf dem Donjon; der größte im Norden ist 24 Meter hoch, die anderen drei etwa 21 Meter.
Der Eingang zum Donjon ist durch eine Zugbrücke und durch ein inneres Torhaus mit zwei Fallgattern geschützt. Zwischen den beiden Fallgattern befindet sich ein Angriffsraum, über dem drei sogenannte „Mörderlöcher“ liegen, durch die die Verteidiger die Eindringlinge angreifen konnten, die zwischen den beiden Fallgattern gefangen waren. Auf beiden Seiten des Torhauses liegen Wachhäuser, die in späterer Zeit in Gefängniszellen umgewandelt wurden. Die Garnison verbrachte den größten Teil ihrer Dienstzeit in den Torhäusern. Im Torhaus befindet sich auf einem der unteren Stockwerke eine Gezeitenmühle zur Vermahlung von Getreide. In der Burg findet sich ebenfalls eine mittelalterliche Kapelle, in der der Uhrenmechanismus von Castle Rushen untergebracht ist. Die heute noch funktionierende Uhr ist eine wichtige Landmarke in Castletown; sie war ein Geschenk der englischen Königin Elisabeth I., als sie 1597 die Insel während eines Streites kontrollierte. Die äußeren Teile der Burg sind durch einen Burggraben und ein Glacis geschützt. Das Glacis erstreckte sich ursprünglich so weit wie der Graben über die gesamte Landseite der Burg.

## Geschichte

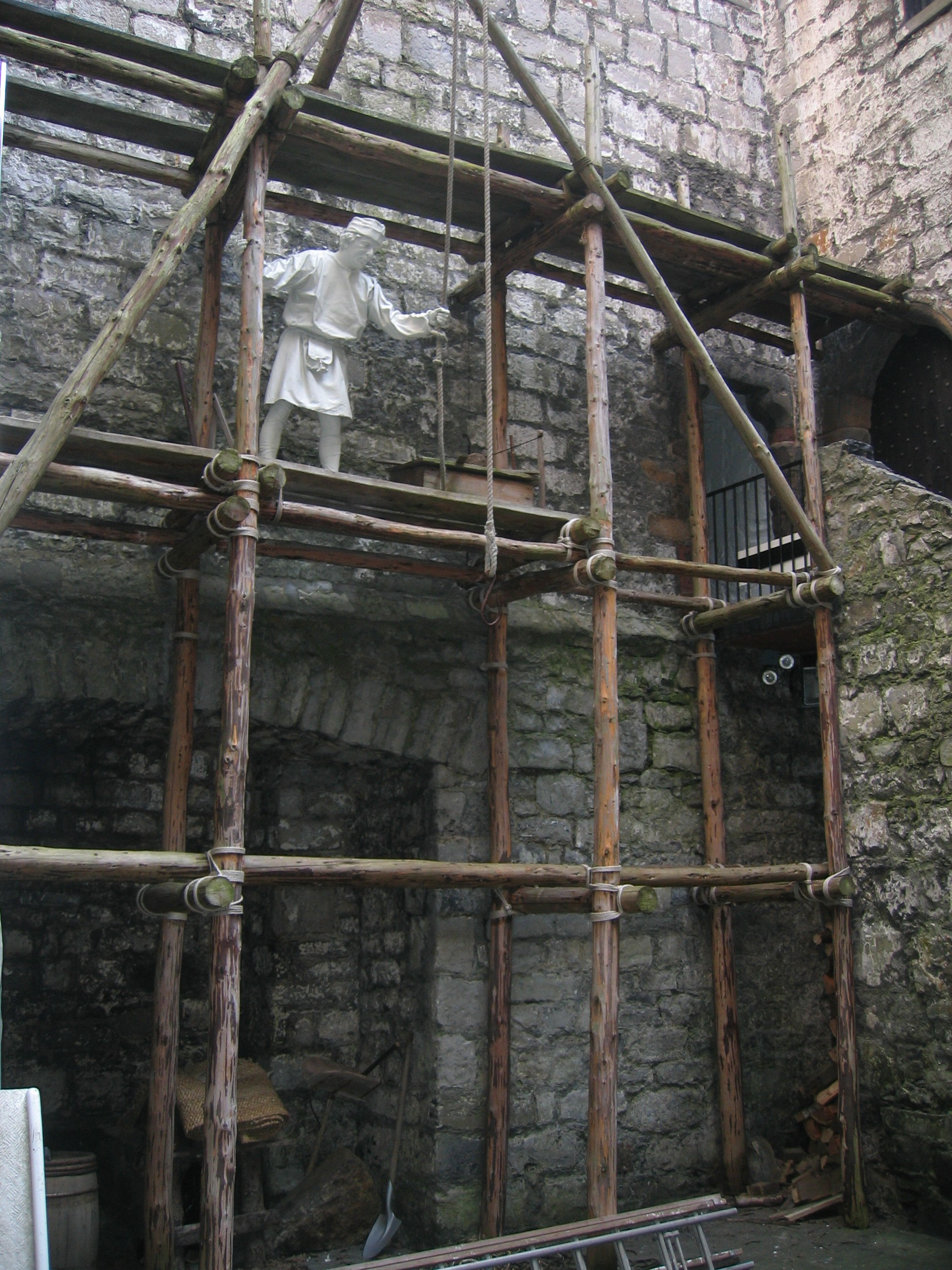
Ausstellung der Bauarbeiten an Castle Rushen

### Mal in schottischer und mal in englischer Hand
Nach ihrer Fertigstellung und dem anfänglichen Gebrauch durch die nordisch-gälischen Herrscher der Insel Man wechselte die Burg mehrfach zwischen schottischer und englischer Herrschaft. Im Jahr nach Magnús Óláfssons Tod 1374 wurde die Insel Man als Teil der Vereinbarungen zum Frieden von Perth, der den schottisch-norwegischen Krieg 1263–1266 beendete, an die Schotten übertragen. Am 18. Mai 1313 fiel der schottische König Robert the Bruce über Ramsey auf die Insel Man ein. Die Insel wurde in fünf Tagen erobert; der einzige Widerstand erhob sich in Castle Rushen, das von Dungal Macdowell verteidigt wurde. Nach einer kurzen Belagerung nahm Robert the Bruce die Burg ein und gewann die Insel Man als Außenposten zur Sicherung der schottischen Westküste und der Hebriden.
Nach etlichen weiteren Besitzänderungen gewannen schließlich die Engländer und ihre Unterstützer die Oberhand. Der englische König Eduard I. machte geltend, dass die Insel viele Generationen lang den Königen von England gehört hatte und bekräftigte deren Anspruch auf die Isle of Man.
Von 1405 bis 1738 war die Insel Man unter der Kontrolle der Familie Stanley, beginnend mit Sir John Stanley, der 1405 von König Heinrich IV. den Titel King ov Mann verliehen bekam. 1521 wurde dieser Titel durch den des Lord of Mann ersetzt, den heute der regierende britische Monarch innehat.

### Castle Rushen im Englischen Bürgerkrieg
Im englischen Bürgerkrieg 1642–1651 stand James Stanley, 7. Earl of Derby, Lord of Mann 1627–1651, auf Seiten der Royalisten. Der „The Great Stanley“ (Manx: Yn Stanlagh Mooar) genannte James Stanley etablierte einen zweiten royalistischen Hof auf Castle Rushen, bevor er nach England abreiste, um die Roundheads zu bekämpfen. Im August 1651 segelte James Stanley mit zwei Fregatten nach Lancashire und brachte 300 Royalisten von der Insel Man zur Unterstützung von Karl II. Nachdem der Lord of Derby mehrere Schlachten in der dritten Phase des Bürgerkrieges gefochten hatte, wurde er am 3. September 1651 in der Schlacht von Worcester gefangen genommen und am 15. Oktober 1651 in Bolton hingerichtet. Als James Stanley die Insel Man verließ, hinterließ er die Insel unter dem Kommando seiner Gattin, Gräfin Charlotte, die 1644 bekanntermaßen Lathom House erfolgreich verteidigt hatte. Die aus Frankreich stammende Charlotte Stanley hielt Castle Rushen, bis eine von Illiam Dhône, einem Nationalisten der Insel Man, angeführte Rebellion und die Meuterei ihrer eigenen Garnison sie dazu zwang, sich den angreifenden parlamentaristischen Kräften unter der Führung von Colonel Robert Duckenfield Ende Oktober 1651 zu ergeben.

## Zivile Nutzung der Burg

### Verwaltungszentrum

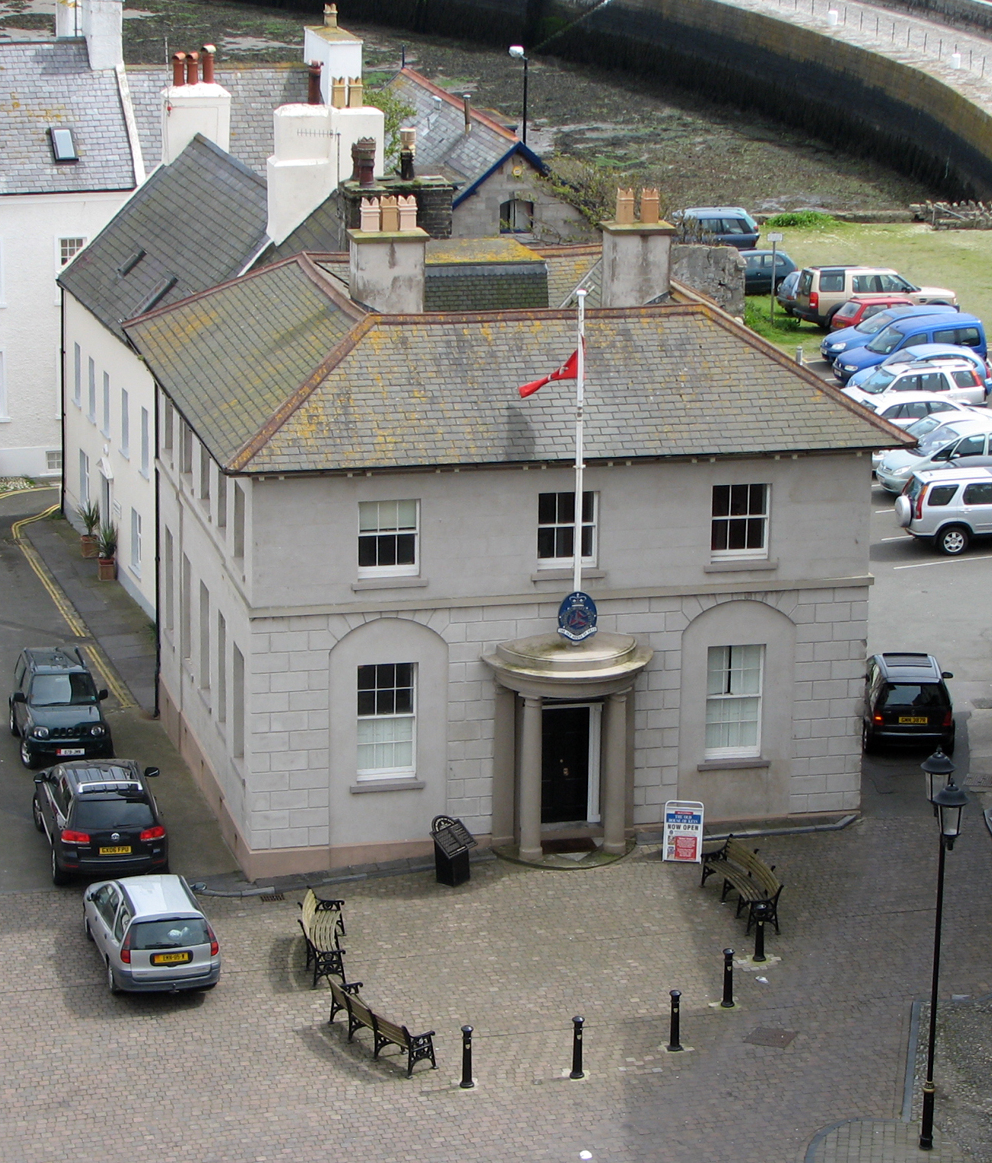
Das Old House of Keys vom Castle Rushen aus

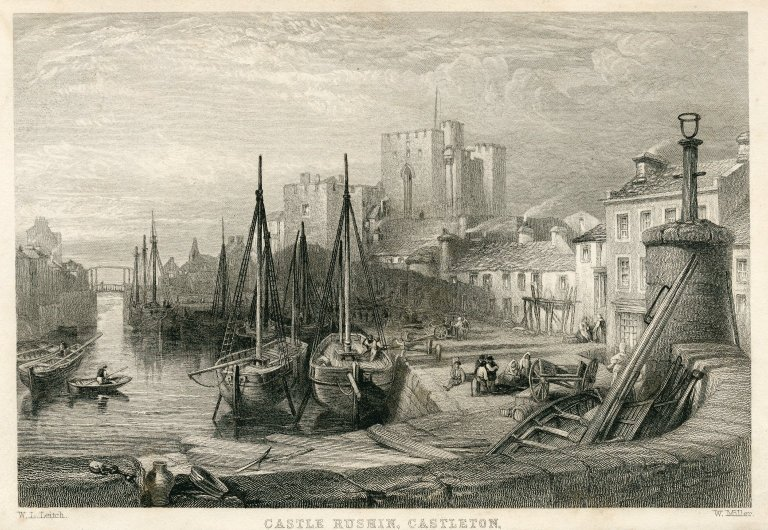
Eine Radierung von Castle Rushen aus den 1850er-Jahren

Als die militärische Bedeutung der Burg abnahm, wurde sie durchgehend als Verwaltungszentrum genutzt. Im 18. Jahrhundert war auf dem Burggelände eine Münzprägeanstalt untergebracht, ebenso wie das heute noch aktive südliche Gericht der Insel Man. Die Gesetzbücher in Manx wurden ebenfalls in The Lord’s Treasury auf Castle Rushen gelagert. Im 16. Jahrhundert war die Burg ein Versammlungsort der 24 Keys – einer früheren Bezeichnung für das Unterhaus der Insel Man, das House of Keys. Bis 1710 hatten die Keys keinen permanenten Sitz, sondern versammelten sich nur gelegentlich auf Castle Rushen. Ab 1710 trafen sich die Keys in der Bibliothek von Bischof Wilson in Castletown und zogen 1821 in ein eigenes Haus, das Old House of Keys. 1874 wurde das Parlament in die seit 1869 neuen Hauptstadt der Insel Man, Douglas, verlegt.

### Gefängnis
Im 18. Jahrhundert verfiel die Burg zusehends. Ende dieses Jahrhunderts wurde sie in ein Gefängnis umgewandelt. Auch wenn sie fortgesetzt als Gefängnis genutzt wurde, ging ihr Verfall doch bis zur Wende zum 20. Jahrhundert weiter; dann wurde sie unter der Ägide des Lieutenant Govenor, George Somerset, 3. Baron Raglan, restauriert. Nach dem Abschluss der Restaurierungsarbeiten und der Fertigstellung des extra gebauten Victoria Road Prison 1891 wurde Castle Rushen 1929 von der britischen Krone an die Regierung der Insel Man übertragen.
Nachdem die Burg ihre Nutzungen als Verteidigungsbauwerk, politische Residenz und Versammlungsort für das Parlament und die gesetzgebende Versammlung verloren hatte, diente sie weiterhin als Gefängnis; Gefangene wurden 1870 von der Krypta unter Peel Castle dorthin verlegt. Ab 1765 wurden Geldstrafen nicht mehr zur Zahlung der Unterhaltskosten der Burg verwendet und es setzte heftiger Verfall ein, sodass die Gefangenen zunehmend kaltem und schlechtem Wetter ausgesetzt waren. Dies führte zu Protesten des Gouverneurs 1777–1793, einem Mann namens Smith, die aber nur wenig Effekt hatten. Erst 1813 und 1827 wurden Gebäude renoviert und in richtige Gefängnisgebäude umgebaut. Alle Insassen, die halbwegs gesund waren, wurden zur Zwangsarbeit herangezogen, wobei Quoten für die Produktivität gesetzt wurden.

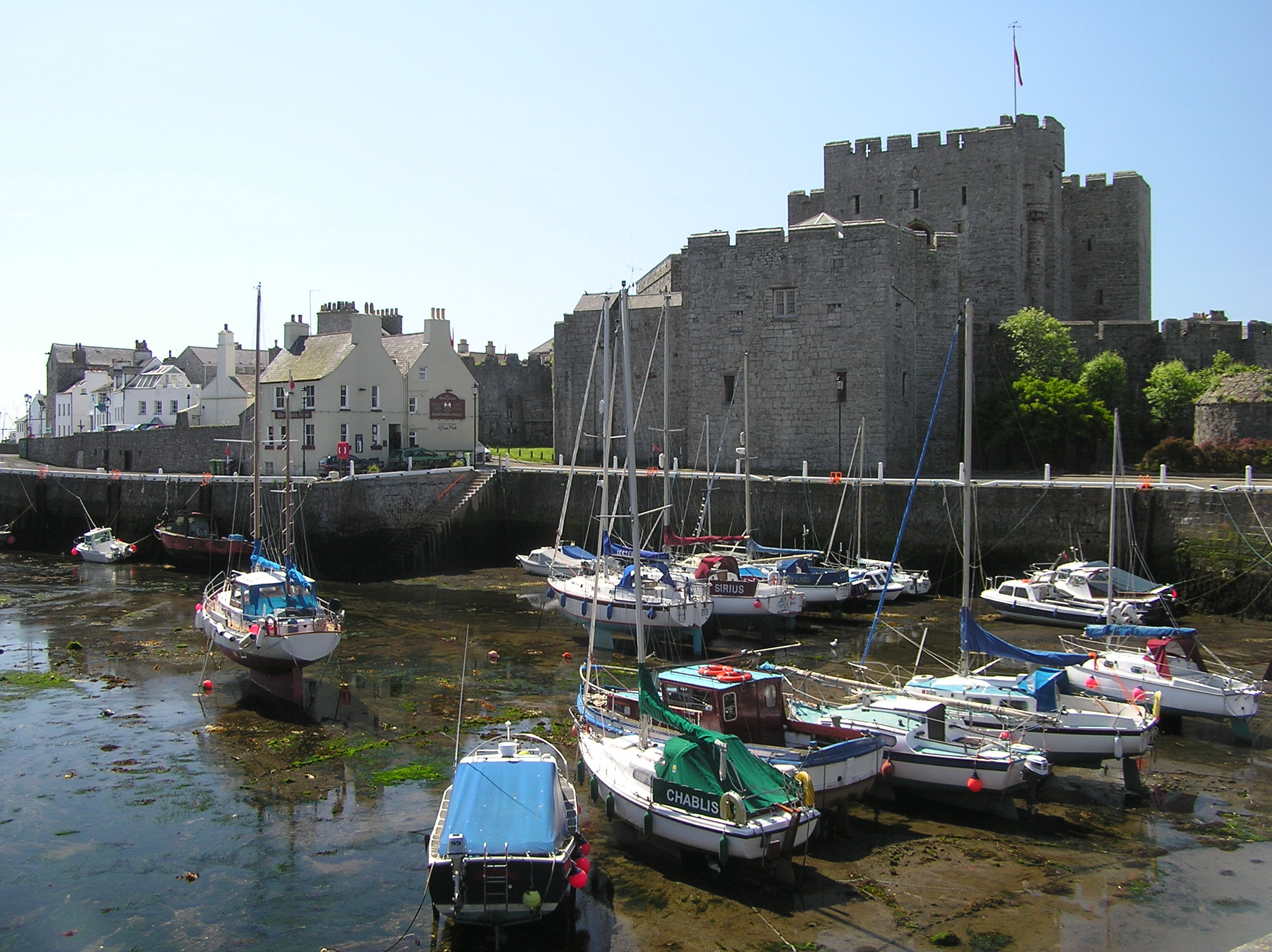
Blick auf Castle Rushen über den Hafen von Castletown, die Einfahrt zum Silverburn. Das Pub Castle Arms liegt links der Burg.

In den 1880er-Jahren waren die Verhältnisse in der Burg für die Insassen so unerträglich geworden, dass die Ordnung zusammenbrach und die Separierung der Gefangenen unmöglich wurde. Nach einer Inspektion durch den Chairman of the Commissioners for Prisons in England and Wales 1885 wurde in einem Bericht die Empfehlung ausgesprochen, ein neues Gefängnis für 30 Insassen zu errichten. Nachdem sich das Parlament anfangs gegen diese Ausgaben gewehrt hatte, entschloss man sich doch, ein modernes Gefängnis an einem neuen Standort zu bauen, und im April 1891 wurde das vom örtlichen Architekten James Cowle entworfene Victoria Road Prison eröffnet.
In der Zeit, in der Castle Rushen als Gefängnis diente, waren dort sowohl Frauen als auch Männer untergebracht; es wurden dort auch Kinder geboren, die mit ihren Müttern innerhalb der Gefängnismauern leben durften, und es wurden Exekutionen durchgeführt. Der letzte Häftling, der auf dem Burggelände hingerichtet wurde, war John Kewish, der wegen Vatermord verurteilt und im Sommer 1872 im Debtor’s Yard gehängt wurde. Kewish wurde auf dem Burggelände begraben.
Ein bekannter Gefangener, der einige Zeit lang in Castle Rushen einsaß, war der anglikanische Bischof von Sodor und Man in den Jahren 1697–1755, Thomas Wilson. Wilson wurde 1722, nach einem Streit mit dem Lord of Mann in den Jahren 1702–1736, James Stanley, über die Macht über die kirchliche Gerichtsbarkeit in der Diözese Sodor und Man gefangen genommen. Die Demokratieaktivisten der Insel Man im 19. Jahrhundert, Robert Fargher und James Brown, verbrachten beide eine gewisse Zeit im Gefängnis von Castle Rushen als Strafe für den Angriff auf des House of Keys als undemokratische Institution und für die Forderung nach öffentlichen Wahlen auf der Insel Man.
Neben der Nutzung als Gefängnis diente Castle Rushen auch als Irrenhaus, um geistig Verwirrte wegzusperren. Die geisteskranken Kriminellen aber wurden nicht auf der Isle of Man inhaftiert, sondern wurden in Einrichtungen in Schottland oder England untergebracht.

### Anwesen von Manx National Heritage

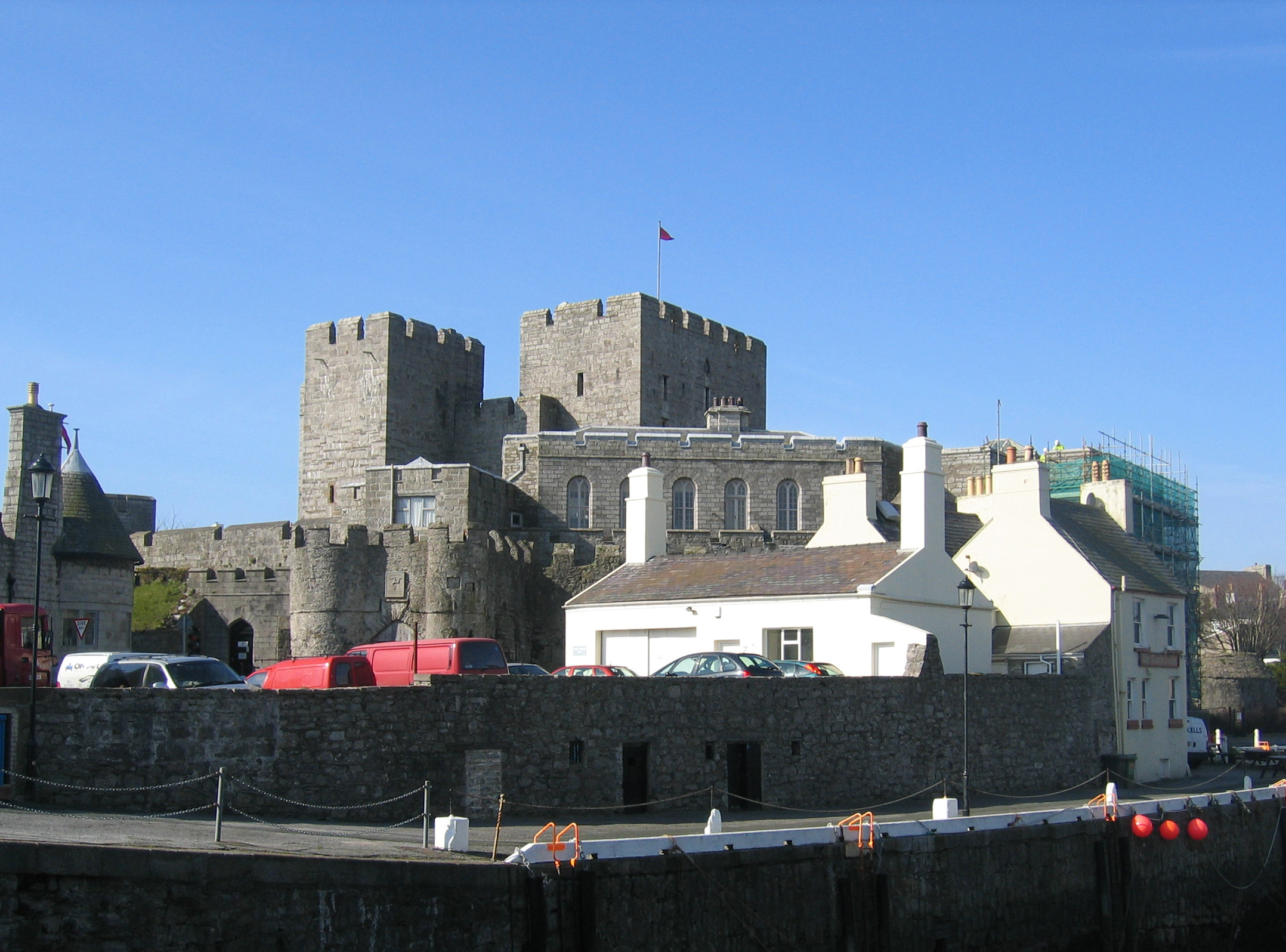
Castle Rushen mit dem Pub Castle Arms im Vordergrund

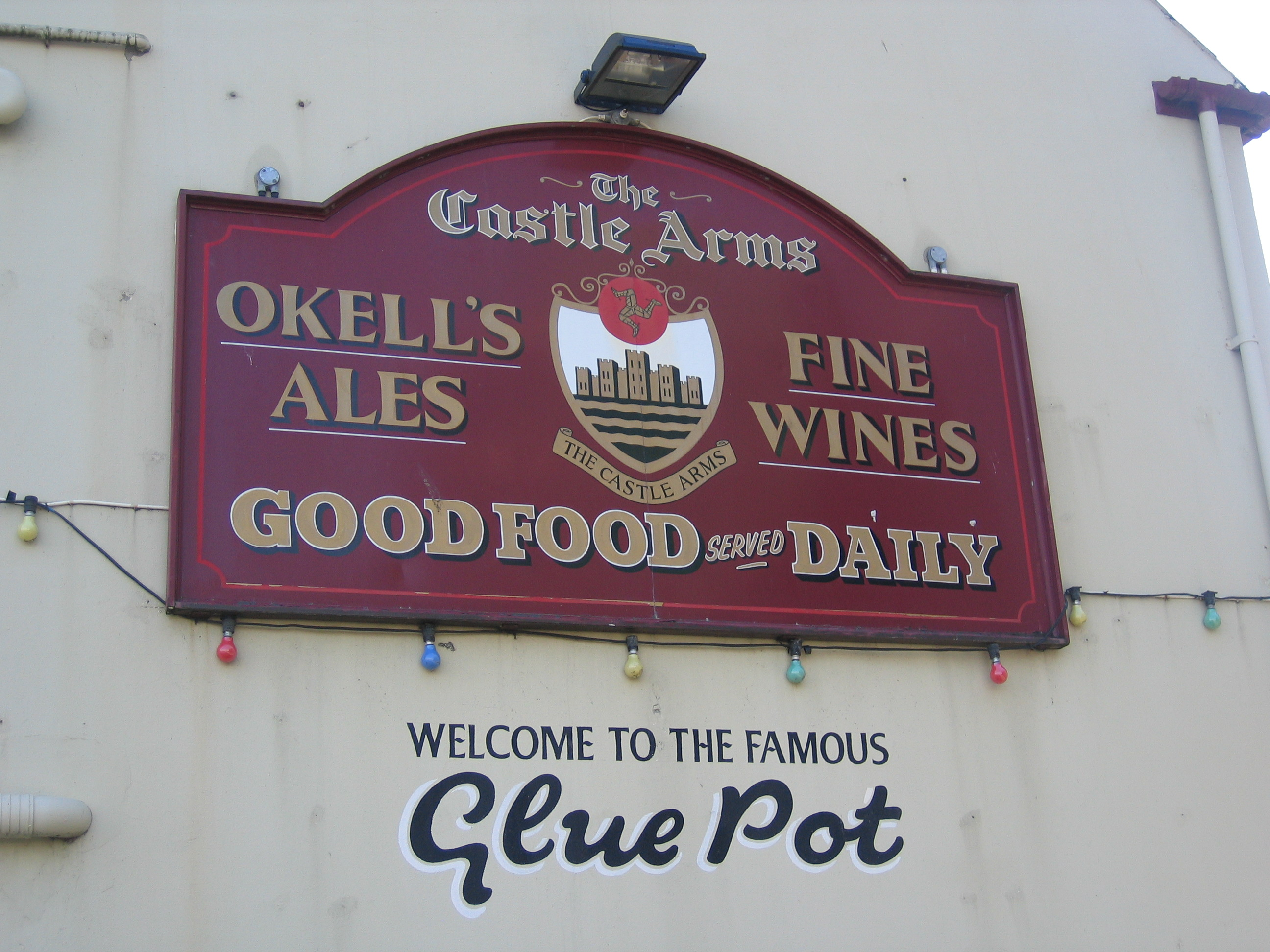
Das Pub-Schild des Castle Arms

1988 ging die Verantwortung für die Burg an Manx National Heritage über, die die Anlage restaurieren ließen. Im Juli 1991 wurde sie von Edward Stanley, 18. Earl of Derby, als erstes größeres Anwesen von Manx National Heritage eröffnet. Castle Rushen ist heute eines von vier solchen Anwesen in Castletown; die anderen sind das Nautische Museum, die Old Grammer School und das Old House of Keys.
Heute ist Castle Rushen ein Museum von Manx National Heritage, in dem die Geschichte der Kings and Lords of Mann dargestellt ist. In der Sommersaison (März bis Oktober) sind die meisten Räume öffentlich zugänglich und alle zugänglichen Räume sind mit Tafeln über ihre Geschichte versehen. Ausgestellt ist auch eine funktionsfähige, mittelalterliche Küche, wo zu besonderen Gelegenheiten authentische, zeitgenössische Speisen zubereitet werden und regelmäßig Aufführungen verschiedener Aspekte mittelalterlichen Lebens stattfinden, insbesondere, um den Kindern vor Ort ihre Geschichte zu lehren. Archäologische Fundstücke von den Ausgrabungen in den 1980er-Jahren sind ausgestellt und dienen als Lehrmittel für Besucher. Ein zentraler Punkt der Schulveranstaltungen auf Castle Rushen ist die Darstellung der Vorbereitungen für und der Ereignisse um den Besuch von Thomas Stanley, 2. Earl of Derby und King of Mann, im Mai 1507 auf der Burg. Stanleys Besuch 1507 war eine seltene Angelegenheit, da die meisten Kings of Mann selten, wenn überhaupt, die Insel besuchten und die Regierungsgeschäfte den niederrangigen Beamten überließen. Die Ausstellungen auf Castle Rushen sind Teil der Story-of-Mann-Sammlung von Manx National Heritage über Kultur und Geschichte. Neben ihrer Nutzung als Museum dient die Burg auch heute noch als offizielles Gerichtsgebäude.
Castle Rushen ist auf der Rückseite der £ 5-Note dargestellt, die die Regierung der Insel Man herausgibt. Bemerkenswert ist, dass auf der Banknote ein Pub, das Castle Arms gegenüber der Burg, dargestellt ist.
Die Schlusszeremonie der Commonwealth Youth Games 2011, die auf der Isle of Man stattfanden, wurde am 12. September 2011 auf dem Marktplatz von Castletown, vor Castle Rushen, abgehalten.
Nach Castle Rushen ist auch die Staatliche, weiterführende Schule von Castletown, die Castle Rushen High School, benannt.
Im Zweiten Weltkrieg war eine Korvette der Castle Class nach Castle Rushen benannt, die HMS Rushen Castle.
Der 45 km lange Fernwanderweg Millennium Way, der 1979, zum 1000. Jahrestag des Tynwald, eröffnet wurde, beginnt an Castle Rushen und führt dann nach Norden zur Stadt Ramsey. Der Wanderweg endet am Fuß von Sky Hill, etwa 1,6 km entfernt vom Stadtplatz von Ramsey.
Castle Rushen soll vom Geist einer Dame heimgesucht werden, der über die Zugbrücke der Burg wandelt.

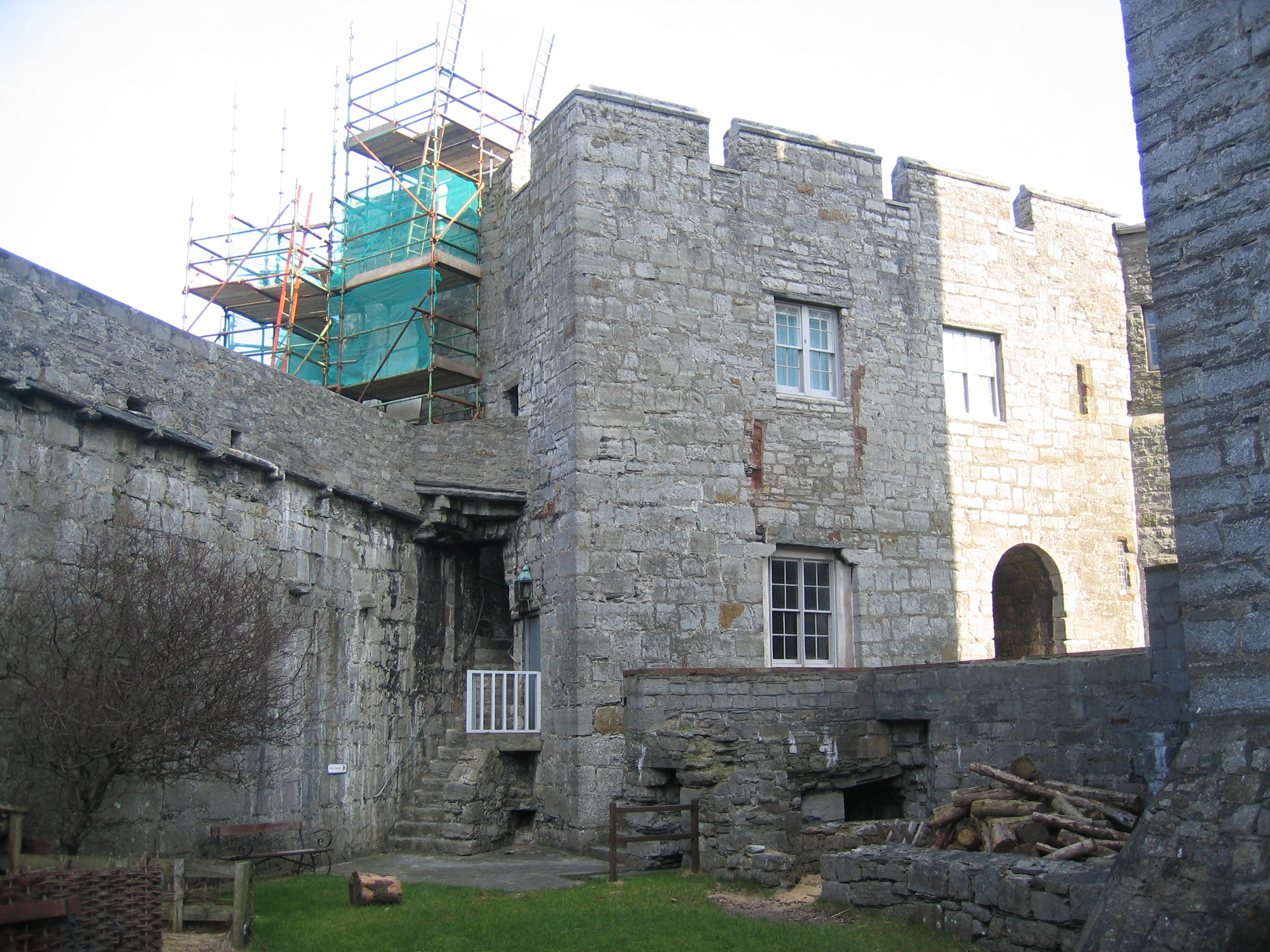
Castle Rushens Barbakane von der Innenseite der Kurtine aus